# Gheorghe I. Năstase
Gheorghe I. Năstase, cunoscut și ca Gheorghe Năstasă, (n. 16 februarie 1896, Hristici, raionul Soroca, Republica Moldova – d. 28 decembrie 1985, Iași, România) a fost un deputat din Sfatul Țării, organismul care a exercitat puterea legislativă în Republica Democratică Moldovenească, în perioada 1917-1918. și geograf român, profesor la Universitatea „Alexandru Ioan Cuza” din Iași, cu preocupări și în domeniul politic. Cea mai mare contribuție științifică a sa a vizat geografia istorică.

## Educație și studii
S-a născut într-o familie de răzeși, și-a petrecut copilăria în satul natal, unde a urmat mai întâi cursurile școlii primare de acolo. Apoi urmează cursurile gimnaziale la Soroca, iar în 1915 sunt absolvite cursurile Școlii Normale din Cetatea Albă. În această perioadă, prin studiu invididual, Gheorghe Năstase își însușește și un număr considerabil de limbi străine - germana, franceza, ucraineana, poloneza, rusa.
În 1919 se înscrie la Secția de Istorie-Geografie a Facultății de Litere și Filosofie, de la Universitatea din Iași, obținându-și licența în 1923. La foarte scurt timp, în 1924, își obține licența și în Geografie, la Facultatea de Științe.
Între 1924-1926 urmează un stagiu la Sorbona pentru pregătirea doctoratului. Acest stagiu ar fi trebuit să dureze mai mult, însă problemele de sănătate ale soției sale îl obligă pe Gheorghe Năstase să se reîntoarcă în țară după numai 2 ani. În 1932, acesta își va susține teza de doctorat, publicată cu titlul Peuce - contribuții la cunoașterea fizică și omeneasă a Deltei Dunării în antichitate. A ajuns profesor definitiv la universitate la 1 iulie 1932. A fost membru al Societății Regale Române de Geografie.

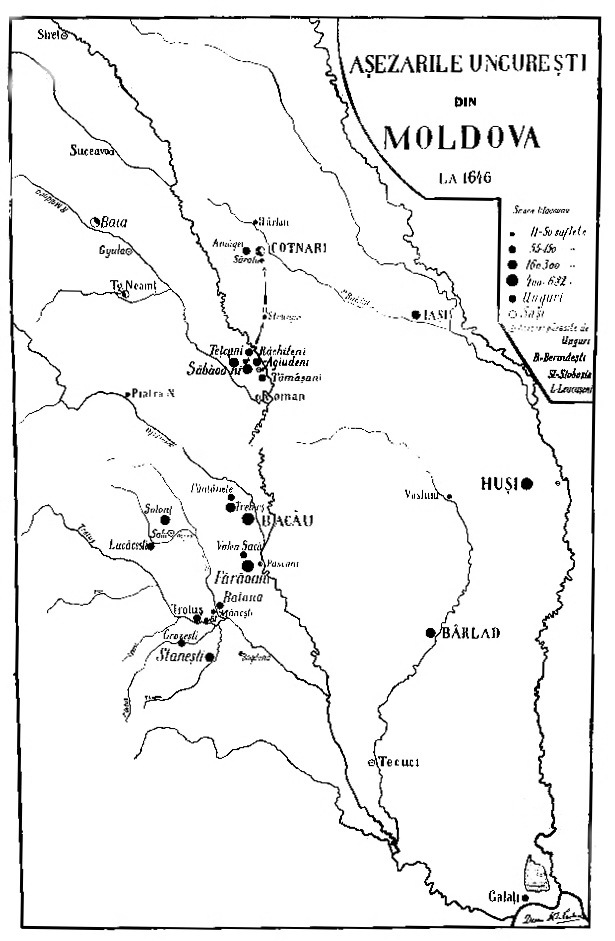
O hartă geografică realizată de Gheorghe I. Năstase, „Așezările ungurești din Moldova la 1646” (1936)

## Cariera științifică
Datorită capacităților sale intelectuale deosebite, și-a început activitatea didactică încă din anul II de studenție (1920), în calitate de asistent suplinitor în cadrul Catedrei de Geografie a Secției Geografie-Istorie a Facultății de Litere și Filosofie, Univerisitatea Al.I.Cuza, Iași, în 1925 devenind conferențiar suplinitor la Antropogeografie.  Tot în acest an a fost numit asistent provizoriu la Laboratorul de Studii Geografice. Fiind primul geograf cu pregătire istorică din cadrul Catedrei de Geografie, Gh. I Năstase a jucat un rol crucial în dezvoltarea învățământului superior geografic ieșean, realizând, pentru prima dată, îmbinarea între geografie fizică (latura naturală a geografiei) și geografia umană (latura uman-socială a geografiei). În mai 1929 ajunge asistent definitiv al Laboratorului de Studii Geografice, iar în 1932 capătă funcția de profesor titular la Antropogeografie, după ce își susține teza de doctorat  pe tema evoluției cunoașterii Deltei Dunării. În 1938 se înființează Catedra de geografie generală și geografie umană, la care Gh. Năstase devine titular în 1939, unde rămâne până în 1948, când este arestat pe motive politice. După 11 luni de detenție, emeritul profesor traversează o perioadă mai puțin favorabilă și își limitează activitatea profesională la traduceri de specialitate din limba rusă. Ulterior, acesta revine în lumea științifică, devenind șef de sector la Institutul de Geografie și Geologie al Academiei în 1955, institut la a cărui înființare contribuise în 1944. În această perioadă și-a adus contribuția și la realizarea Monografiei Geografice a Republicii Populare Române, însă nu a fost trecut ca autor al acestei lucrări, din motive politice.
Activitatea didactică a profesorului a integrat atât predarea de cursuri (Geografia omenească a României, Principii de geografie umană, Populațiile Africii și ale Americii, Geografie Generală, Etnografie), cât și conducerea de lucrări practice (Geografie umană, Morfologie terestră, Antropogeografie) sau îndrumarea lucrărilor de licență și doctorat. Calitățile didactice ale lui Gh. I Năstase sunt surprinse de Nicolae Poni (fostul său student), în revista Viața Basarabiei: „Am asistat cursul profesorului Năstase și de la primele vorbe am fost impresionat de simplitatea expunerii. Redă subiectul scurt și cuprinzător, în cuvinte pe care le-ar putea înțelege și un ascultător nepregătit. Îți povestește bogățiile României așa cum ar fi vorbit un țăran moldovean despre gospodăria lui. În ochii savantului se aprinde scânteia umorului nesecat al țăranului basarabean, iar gluma sănătoasă a unei întâmplări trăite vine să-ți întărească mai adânc amănuntul științific.”
Ca om de știință, Gh. I Năstase poate fi considerat un geograf complet, întrucât preocupările sale au vizat atât geografia fizică, cât și geografia umană. În cadrul geografiei fizice, acesta a efectuat studii notabile de limnologie și geomorfologie. În ceea ce privește geografia umană, el s-a axat pe geografia populației (sub forma a numeroase studii privind structura populației în diverse zone ale Republicii Moldova), geografia așezărilor umane (aplecându-se în special asupra analizei orașelor mici), geografia istorică, geografia politică (studiul statelor desprinse din Imperiul Rus după Primul Război Mondial), geografia economică (observații și sugestii personale pentru optimizarea activităților productive), geografia turismului. De asemenea, în ultima parte a vieții, Gh. I. Năstase s-a aplecat asupra elaborării unui studiu de toponimie asupra Republicii Moldova, lucrare care s-a pierdut și nu a putut fi recuperată.

## Activitatea politică
La Congresul I de la Chișinău care a vut loc la data de 20 mai 1917, Gheorghe Năstasă, a luat cuvântul, spunând: „Școala este cel dintâi mijloc de regenerare al moldovenilor. Prin urmare, să se deschidă încă la 1 septembrie școli moldovenești în toate satele și să se introducă în mod obligatoriu alfabetul latinesc”. Tot la Congres, în ziua de 26 mai, Gheorghe Năstasă a amintit că în vederea trecerii învățământului la limba română, începând cu vara anul 1917 au fost aduse în România manualele necesare. Într-o altă ședință, când s-a discutat problema învățământului moldovenesc în zonele din stânga Nistrului a fost prezentat raportul lui Năstasă. Drept urmare s-a votat moțiunea prin care s-a cerut ca Zemstva gubernială din Basarabia să intervină pe lângă zemstvele din guberniile Podolia și Herson. Rugămintea a fost aceea ca școli moldovenești să fie deschise în sate cu populație românească.
Ca urmare a adunării delegaților soldaților și ofițerilor moldoveni de pe frontul român, ținută la Iași în perioada 10 – 12 octombrie 1917 s-a creat un Comitet Central Executiv al moldovenilor de pe frontul român, condus de către Gheorghe Năstasă.
La Congresul ostășesc din 20 octombrie 1917, Năstasă s-a aflat în prezidiu, semnând actele din funcția de secretar.
A făcut parte din P.N.M.
A fost delegat deputat în Sfatul Țării, din partea ostașilor de pe frontul român. A activat ca deputat în perioada cuprinsă între 8 martie 1918-27 noiembrie 1918. La 28 martie a votat pentru unirea Basarabiei cu România. În cadrul Sfatului a fost secretar în comisia agrară. După 1918 a făcut parte din delegația moldovenilor basarabeni la Conferința de Pace de la Paris.
A participat la Primul Război Mondial, ajungând la gradul de locotenent, apoi căpitan în rezervă în armata rusă.  Revoluția Rusă a fost un prilej pentru ca Gheorghe Năstase să-și înceapă colaborarea cu ziarul "Cuvântul Moldovenesc", în care a publicat diverse articole pe teme naționale și agrare. Încercările de a trezi conștiința națională s-au materializat sub forma Partidului Național Moldovenesc, fondat la data de 12 martie 1917, fiind ales secretar al întâiului Congres Ostășesc Moldovenesc, iar mai apoi, deputat al Sfatului Țării, inaugurat la 21 noiembrie 1917. Ca membru al Sfatului Țării, a votat proclamarea Republicii Moldova Independentă și Suverană, anunțată prin declarația de la 24 ianuarie 1918, și a votat unirea Basarabiei cu România la 27 martie 1918. De asemenea, poziția sa de secretar al delegației Sfatului Țării la Conferința de Pace de la Paris, în primăvara anului 1919, i-a permis să-și exprime opinia despre legitimitatea unirii, în memoriul intitulat "La question de Bessarabie".
Datorită convingerilor sale politice, Gheorghe Năstase a fost arestat la 15 august  1948 și ținut în detenție 11 luni, fără proces. Chiar și după ce a fost eliberat, profesorul și-a menținut atitudinea dezaprobatoare față de oamenii de știință sovietici, arătându-și astfel spiritul patriotic și conștiința națională.

## Lucrări publicate
Dintre contribuțiile științifice ale lui Gheorghe I. Năstase care au fost publicate:
- Ucraina, București, 1922
- Peuce - contribuții la cunoașterea geografică fizică și omenească a Deltei Dunării în Antichitate (1932)
- Hotarul lui Halil Pașa, București, 1932
- Cele două ceasuri, Chișinău, 1933
- Basarabia, București, 1933
- Lituania, 1933
- Ungurii din Moldova la 1646 (1935)
- Valurile lui Traian din Basarabia (1936)
- Centum Monticuli (1937)
- Itinerarii și popasuri basarabene (1938)
- Industria sării marine (1942)
- Lacul Bălătău (1949)
- Alte lucrări: Populația ținutului Prut, Ținutul Sorocii, Găgăuzii

La acestea se adaugă numeroase lucrări nepublicate, tot din motive politice, precum și un amplu studiu, la care Gheorghe I. Năstase și-a adus o contribuție semnificativă, dar nu a fost trecut ca autor: Monografia R. P. Române (1960).

## Legături externe
- Arhiva pentru Sfatul Tarii
- Deputații Sfatului Țării și Lavrenti Beria
- Sfatul Țării Arhivat în 7 noiembrie 2018, la Wayback Machine.